# Seu Apostòlica
Es designa amb el terme Seu Apostòlica, les cinc ciutats on es trobaven les Esglésies originals del cristianisme, que es considera que van ser fundades pels Apòstols de Jesús i que constituïen les Antigues Pentarquies. Les seus apostòliques sovint són citades en ordre de preeminència d'honor (quan el terme «Seu apostòlica» es fa servir en singular, es refereix sempre a la Santa Seu, és a dir el lloc ocupat tradicionalmente pel bisbe de Roma, o sigui el Papa, el successor de l'apòstol Pere com a cap de l'Església de Roma):
- Roma, seu de l'Església Catòlica Romana fundada per l'Apòstol Pere
- Constantinoble, seu de l'Església de Constantinoble fundada per l'Apòstol Sant Andreu (avui coneguda sota el nom de Patriarcat Ecumènic de Constantinoble).
- Alexandria, seu de l'Església d'Alexandria fundada per l'Apòstol Marc (avui coneguda com el Patriarcat d'Alexandria).
- Antioquia, seu de l'Església d'Antioquia fundada pels apòstols Pere i Pau (designat avui sota el nom de Patriarca d'Antioquia).
- Jerusalem, seu de l'Església de Jerusalem fundada per l'Apòstol Jaume